# ウィーン出身の人物
ウィーン出身の人物（ウィーンしゅっしんのじんぶつ）はオーストリア、ウィーン出身（ウィーン生まれ）の人物のリストである。

## A-G
- カルロ・アバルト(Carlo Abarth) (1908-1979)：イタリアのレーシングドライバー
- グスタフ・アーベル(Gustav Abel) (1902-1963)：映画監督、舞台デザイナー
- オテニオ・アーベル(Othenio Abel) (1875-1946)：古生物学者、革命的な生物学者
- ヴォルフガング・アーベル(Wolfgang Abel) (1905-1997)：人類学者
- クリストフ・イグナーツ・アーベレ(Christoph Ignaz Abele) (1627-1685)：弁護士、裁判官
- レオ・アーベラー(Leo Aberer) (1978生まれ)：音楽家
- ウォルター・アビッシュ(Walter Abish) (1931生まれ)：アメリカの作家
- レーオポルト・アッカーマン(Leopold Ackermann) (1771-1831)：神学者
- アントニー・アーダムベルガー(1790-1867)：女優
- カール・アダメク(Karl Adamek) (1910-2000)：サッカー選手、監督
- アルフレート・アドラー(Alfred Adler)：個人心理学（アドラー心理学）の創設者
- ヴィクトル・アドラー(Victor Adler)：社会民主主義者、労働者権利活動家
- イルゼ・アイヒンガー(Ilse Aichinger)[2]：作家
- ダヴィト・アラバ(David Alaba)[3]：オーストリアのサッカー選手
- クリストファー・アレクサンダー(Christopher Alexander)[4]： 英国在住の建築家、デザイン理論家、著書『パターン・ランゲージ』(1977)
- ペーター・アルテンベルク(Peter Altenberg)：世紀末作家・詩人
- ヴォルフガング・アンブロス(Wolfgang Ambros)：音楽ムーブメント「オーストロポップ」の創始者
- ハンス・アスペルガー(Hans Asperger)：小児科医。アスペルガー症候群の発見者。
- カール・アウアー・フォン・ヴェルスバッハ(Carl Auer von Welsbach)：化学者
- ハイム・バル・レヴ(Haim Bar-Lev)：イスラエルの将軍、大臣
- ヴィキ・バウム(Vicki Baum)：小説家
- アルバン・ベルク(Alban Berg)：作曲家
- ルートヴィヒ・ボルツマン(Ludwig Boltzmann)：物理学者
- アリク・ブラウアー(Arik Brauer)：画家、詩人、歌手
- ユージーン・ブラウンヴァルト(Eugene Braunwald)：心臓学者
- ヴァネッサ・ブラウン(Vanessa Brown)(出生名：スミラ・ブリント, Smylla Brynd)：女優
- マルティン・ブーバー(Martin Buber)：哲学者
- ドリット・コーン(Dorrit Cohn)：比較文学学者、教授
- ゲオルク・ダンツァー(Georg Danzer)：ソングライター
- エルフィ・フォン・ダサノヴスキー(Elfi von Dassanowsky)：映画製作者、ピアニスト、歌手
- カール・ジェラッシ(Carl Djerassi)：化学者、小説家、劇作家、経口避妊薬の開発者
- ハイミト・フォン・ドデラー(Heimito von Doderer)：作家
- ゲオルギア・ドル(Georgia Doll)：劇場監督、劇作家、詩人
- ペーター・ドルッカー（ピーター・ドラッカー）(Peter Drucker)：経済学者
- クラウス・エープナー(Klaus Ebner)：作家
- アルベルト・エーレンシュタイン(Albert Ehrenstein)：作家
- ファルコ(Falco)：器楽奏者、歌手
- パウル・ファイヤーアーベント(Paul Feyerabend)：哲学者
- トルーデ・フライシュマン(Trude Fleischmann)：写真家
- ヴィリ・フォルスト(Willi Forst)：俳優、演出家、歌手、作家
- ヴィクトル・フランクル(Viktor Frankl)：神経学者、精神科医、ロゴテラピーの創始者
- ジークムント・フロイト(Siegmund Freud)：神経学者、精神分析学派の創始者。
- カール・フォン・フリッシュ(Karl von Frisch)：動物心理学者、養蜂家、動物学者。1973年ノーベル医学生理学賞受賞。
- ヒルダ・ガイリンガー(Hilda Geiringer)：数学者
- カール・ガイリンガー(Karl Geiringer)：音楽学者
- アモン・ゲート(Amon Göth) (1908–1946)：ナチスSS強制収容所司令官、戦犯として処刑
- マクシミリアン・グラープナー(Maximilian Grabner) (1905–1948)：ナチスのアウシュヴィッツ・ゲシュタポ長官、人道に対する罪で処刑
- フランツ・グリルパルツァー(Franz Grillparzer)：劇作家
- ヴィクトル・グルエン(Victor Gruen)：建築家
- フリードリヒ・グルダ(Friedrich Gulda)：作曲家、ピアノ奏者

## H-M
- エドゥアルト・ハース(Eduard Haas)：キャンディー製菓「PEZ（ペッツ）」の開発者
- フリードリヒ・ハイェク(Friedrich Hayek)：経済学者、1974年ノーベル経済学賞受賞
- アンドレ・ヘラー(Andre Heller)：芸術家、詩人、ソングライター
- マックス・ヘラー(Max Heller) (1919年ウィーン生まれ)：米国サウスカロライナ州・グリーンヴィルの政治家
- ゴットフリート・ヘルンヴァイン(Gottfried Helnwein)：芸術家
- オットー・ヘルシュマン(Dr. Otto Herschmann)：フェンシング選手（サーブル、オリンピック銀メダル）、水泳選手（100m自由形、オリンピック銀メダル）
- テオドル・ヘルツル(Theodor Herzl)：ジャーナリスト、近代の政治的な「シオニズム」の創始者
- ミッキー・ヒルシュル(Mickey Hirschl)：レスリング選手（オリンピックメダリスト）、砲丸投選手、円盤投選手、重量挙げ選手、五種競技選手
- フーゴー・フォン・ホフマンスタール(Hugo von Hofmannsthal)：作家、ザルツブルク音楽祭の創設者
- オスカー・ホモルカ(Oskar Homolka)：俳優
- フリーデンスライヒ・フンダートヴァッサー(Friedensreich Hundertwasser)：建築家、画家
- ヴォルフガング・フッター(Wolfgang Hutter)：芸術家、画家、美術大学教授
- エルンスト・ヤンドル(Ernst Jandl)：詩人、作家
- ドーラ・カルムス(Dora Kallmus)：写真家
- マルティン・カルプルス(Martin Karplus)：理論化学者、2013年ノーベル化学賞受賞
- ギナ・カウス(Gina Kaus)：小説家
- グスタフ・クリムト(Gustav Klimt)：画家
- ピナ・コラー(Pina Kollar)：シンガーソングライター
- フランツ・ケーニヒ(Franz König)：枢機卿、大司教
- カール・コルデッシュ(Karl Kordesch)：化学者、発明家
- ハンス・クランクル(Hans Krankl)：サッカー選手
- カール・クラウス(Karl Kraus)：風刺作家、雑誌「ファッケル」の創刊者
- ヘディ・ラマール(Hedy Lamarr)：女優、発明家。
- カール・ラントシュタイナー(Karl Landsteiner)：生物学者、物理学者。血液型の発見。1930年ノーベル医学生理学賞受賞。
- フリッツ・ラング(Fritz Lang)：映画監督
- ヨーゼフ・ランナー(Josef Lanner)：作曲家
- ニキ・ラウダ(Niki Lauda)：レーシングカードライバー
- ヘンリー・レアマン(Henry Lehrman)：無声映画監督
- ロッテ・レーニャ(Lotte Lenya)：俳優、歌手
- レオポルト・リントベルク(Leopold Lindtberg)：映画監督
- コンラート・ローレンツ(Konrad Lorenz)：行動科学者、1973年ノーベル医学生理学賞受賞。
- ティリー・ロッシュ(Tilly Losch)：女優、舞踊家
- アンナ・マーラー(Anna Mahler)：彫刻家
- グスタフ・マーラー(Gustav Mahler)：作曲家、指揮者
- マリー・アントワネット(Marie Antoinette)（マリア・アントニア, Maria Antonia）：マリア・テレジアの娘。フランス絶対王政最後の王妃(1774-1792)
- マリア・テレジア(Maria Theresia)：神聖ローマ皇帝カール6世の娘。ベーメン女王、ハンガリー女王(1740-1780)
- フリーデリケ・マイレッカー(Friederike Mayröcker)：作家
- リゼ・マイトナー(Lise Meitner)：物理学者
- カール・メンガー(Carl Menger)：経済学者、「オーストリア学派」（限界効用学派）の創始者
- カール・メンガー(Karl Menger)：数学者。経済学者カール・メンガーの子。
- ルートヴィヒ・フォン・ミース(Ludwig von Mises)：経済学者
- アデーレ・モルナー(Adele Molnar)：声優（「ウィニー・ザ・プー」に出演）
- エルフリーデ・モーザー・ラート(Elfriede Moser-Rath)：民俗学者
- カール・モテジツキー(Karl Motesiczky)：精神分析学者

## N-Z
- イツァーク・ネネル(Itzhak Nener)：法律家、国際ユダヤ人弁護士・法律家協会の創立者、自由主義インターナショナル副会長
- ヨハン・ネストロイ(Johann Nestroy)：劇作家
- フリッツ・ノイゲバウアー(Fritz Neugebauer)：オーストリア国民議会（下院）議長
- ピーター・ニューマン(Peter C. Newman)：カナダのジャーナリスト
- ザウル・K・パドファー(Saul K. Padover)：ニューヨーク「新社会研究学派」の歴史学者、政治学者
- アルフレート・パル(Alfred Pal)：クロアチアのグラフィックデザイナー、画家
- ベルタ・パッペンハイム(Bertha Pappenheim)：フェミニスト
- ヴォルフガング・パウリ(Wolfgang Pauli)：物理学者
- アントン・ピエヒ(Anton Piëch)：弁護士、フェルディナント・ポルシェの養子
- カール・ポラニー(Karl Polanyi)：経済史学者
- アルフレート・ポルガー(Alfred Polgar)：作家、ジャーナリスト
- カール・ポパー(Karl Popper)：哲学者
- エレン・プライス(Ellen Preis) (エレン・ミュラー・プライス、Ellen Müller-Preis) (1912-2007)：フェンシング選手（フルーレ、オリンピック金メダル）
- ヘルムート・クヴァルティンガー(Helmut Qualtinger)：俳優、キャバレーダンサー、作家
- ドロン・ラビノヴィッチ(Doron Rabinovici)：作家
- フェルディナント・ライムント(Ferdinand Raimund)：劇作家
- ショシャナ・リブナー(Shoshana Ribner)：イスラエルの水泳選手。オリンピック出場
- アルマ・ロゼ(Alma Rosé)：ヴァイオリン奏者。アウシュヴィッツ強制収容所で死亡。
- フェリックス・ザルテン(Felix Salten)：作家
- フリッツ・ザクスル(Fritz Saxl)：美術史家
- エゴン・シーレ(Egon Schiele)：画家、芸術家
- ロミ・シュナイダー(Romy Schneider)：女優
- アルトゥール・シュニッツラー(Arthur Schnitzler)：文筆家、劇作家
- アーノルト・シェーンベルク(Arnold Schoenberg)：作曲家、音楽理論家、画家
- エルヴィン・シュレーディンガー(Erwin Schrödinger)：物理学者。1933年ノーベル物理学賞受賞。
- フランツ・シューベルト(Franz Schubert)：作曲家
- エルンスト・シュヴァドロン(Ernst Schwadron)：建築家
- ペーター・ザイゼンバッハー(Peter Seisenbacher)：柔道選手
- ハンス・ゼリェ(Hans Selye)：生理学者
- ドヴィッド・シュミーデル(Dovid Shmidel)[5]：ユダヤ教ラビ
- マティアス・ジンデラー(Matthias Sindelar)：サッカー選手
- ヨーゼフ・フォン・シュテルンベルク(Josef von Sternberg)：映画監督
- ヨハン・シュトラウス1世（父）(Johann Strauss I)：作曲家
- ヨハン・シュトラウス2世（子）(Johann Strauss II)：作曲家
- エーリッヒ・フォン・シュトローハイム(Erich von Stroheim)：俳優
- フリードリヒ・トルベルク(Friedrich Torberg)：作家、ジャーナリスト
- バーバラ・ヴァレンティン(Barbara Valentin)：女優
- トーマス・ヴァネク(Thomas Vanek)：プロ・アイスホッケー選手
- オットー・ワーグナー(Otto Wagner)：建築家
- ブルーノ・ヴァルター(Bruno Walter)：指揮者
- クリストフ・ヴァルツ(Christoph Waltz)：俳優
- カーチャ・ワーグナー(Katia Wagner)：ミス・アース・エアー2013
- エーリッヒ・ヴァシツキー(Erich Wasicky)：マウトハウゼン強制収容所（ガス室）のナチスSS薬剤師。処刑。
- アントン・フォン・ヴェーベルン(Anton von Webern)：作曲家
- オットー・ヴァイニンガー(Otto Weininger)：哲学者
- フランツ・ヴェルフェル(Franz Werfel)：作家
- クリスティーネ・ヴェルナー(Christine Werner)：作家
- フリードリヒ・フォン・ヴィーザー(Friedrich von Wieser)：経済学者
- ゲリ・ヴィンクラー(Geri Winkler)：登山家
- ルートヴィヒ・ヴィトゲンシュタイン(Ludwig Wittgenstein)：哲学者
- ジョー・ザウィヌル(Joe Zawinul)：作曲家、キーボード奏者、ジャズピアノ奏者
- アレクサンダー・フォン・ツェムリンスキー(Alexander von Zemlinsky)：作曲家
- フレッド・ツィンネマン(Fred Zinnemann)：芸術監督
- ビルギット・ツォッツ(Birgit Zotz)：作家
- シュテファン・ツヴァイク(Stefan Zweig)：作家